# Four Deuces
Four Deuces — американский ритм-энд-блюзовый квартет, созданый в середине 1950-х, в городе Салинас, Калифорния.
Группа была основана вокалистом Лютером Макдэниелом и записала несколько песен, прежде чем распалась в 1957 году. Во время своей деятельности Four Deuces пользовались скромной, популярностью, в основном на Западном побережье, из-за частой трансляции на радио хита «W-P-L-J».

## История основания
Группа была сформирована, Лютером Макдэниелом и группой его армейских друзей из места Форт-Орда они собрались вместе и начинали петь госпелы. Вскоре они перешли на ритм-энд-блюз и начали искать контракт на запись.
После переезда в Сан-Франциско, участники связалась с Рэем Добардом и его компанией Music City Records. Оказавшись в студии, они записали «W-P-L-J» и би-сайд под названием «Here Lies My Love».
Эта запись была выпущена в феврале 1956 года. Она получила широкий охват на радио во всех уголках США. Помимо своего родного города Сан-Франциско, Four Deuces были также популярны в Филадельфии.
Four Deuces вернулись в студию позже в том же году и выпустили еще одну запись, в которую вошли «Down it Went» и «The Goose is Gone», но популярность их пошла на спад. Вскоре после этого группа распалась.

## W-P-L-J
Группа Four Deuces прославилась своей песней «W-P-L-J», в которой поеться про белый портвейн и лимонный сок. Позже песня стала джинглом для производителя вина Italian Swiss Colony.

## Дискография
- «W-P-L-J» / «Here Lies My Love» (1956)
- «Down it Went» / «The Goose is Gone» (1956)